# Il Turco

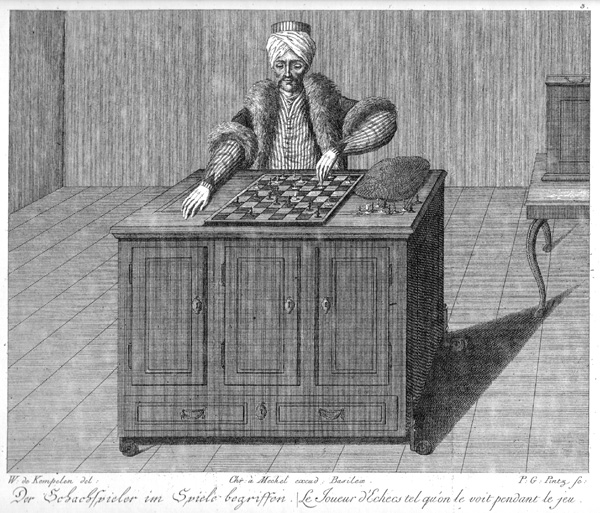
Il "Turco"

Il Turco (in tedesco: Schachtürke; in ungherese: A Török), anche conosciuto come Il Turco meccanico, era un automa fraudolento. Avrebbe dovuto simulare un giocatore di scacchi, mentre in realtà era manovrato al suo interno da un giocatore umano.
Fu creato nel 1769 da Wolfgang von Kempelen (1734-1804) per Maria Teresa d'Austria e andò distrutto da un grande incendio mentre si trovava al Peale Museum di Filadelfia, il 5 luglio 1854.
"Il Turco" era una macchina che aveva l'aspetto e il vestiario di un uomo mediorientale (turbante compreso), collegato a un grosso scatolone contenente numerosi ingranaggi. Alcuni sportelli consentivano di vedere l'interno della macchina prima di cominciare una partita. In realtà gli ingranaggi prendevano solo una parte dello spazio interno reale, lasciando il posto per una persona di bassa statura. Gli sportelli dimostrativi venivano aperti uno alla volta, dando modo alla persona all'interno di spostarsi nella cassa ed occultarsi. L'operatore vedeva, tramite dei magneti, quali fossero le mosse effettuate sulla scacchiera sopra di lui, le riportava su una più piccola, studiava la contromossa, poi comandava il braccio sinistro del manichino affinché spostasse i pezzi. Per poter vedere, al chiuso, l'operatore aveva una candela, il cui fumo usciva dal turbante della macchina: per non fare notare la cosa, il presentatore accendeva due candelabri, con la scusa d'illuminare la scacchiera.
In una delle città statunitensi dove venne esibito, fu studiato da Edgar Allan Poe, che poi ne scrisse nell'articolo Il giocatore di scacchi di Maelzel.
Ci sono stati altri automi dedicati al gioco degli scacchi, alcuni finti, come Mephisto e Ajeeb, altri reali, come El Ajedrecista.

## Galleria d'immagini

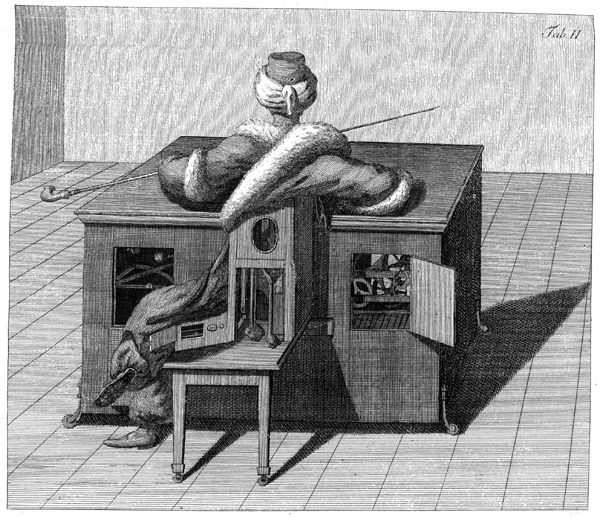
Retro del Turco
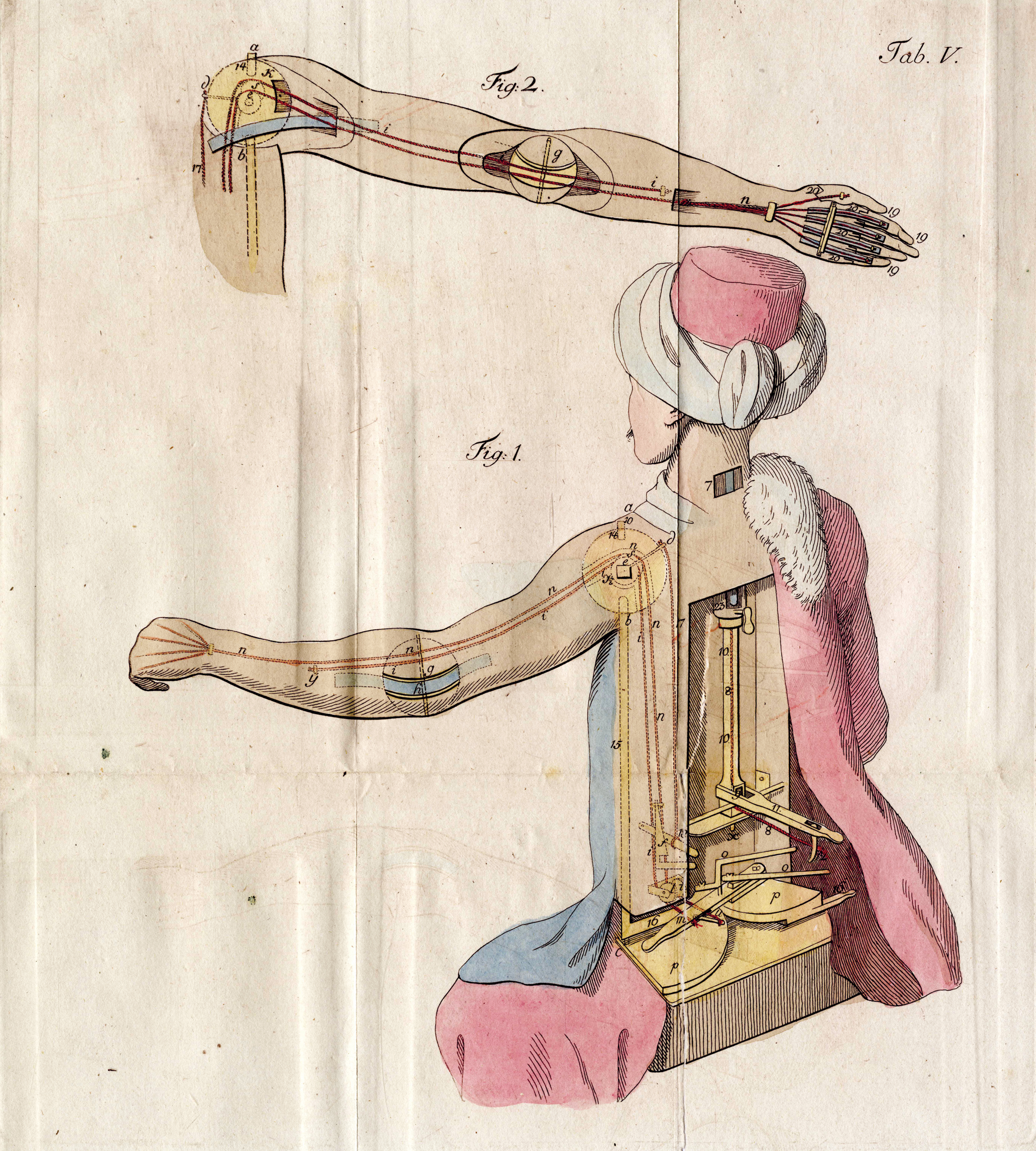
Meccanismo del braccio
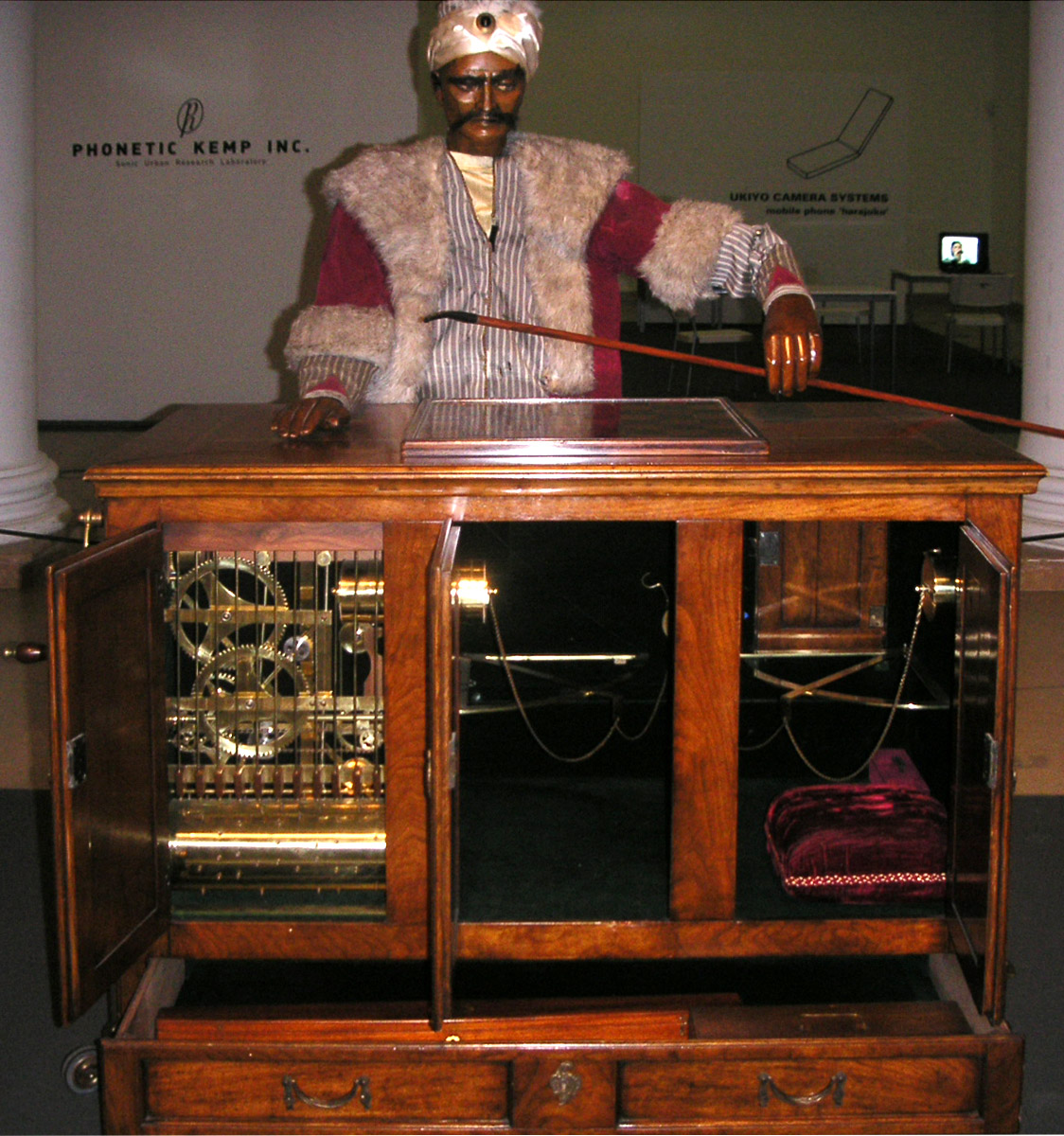
Una ricostruzione del Turco
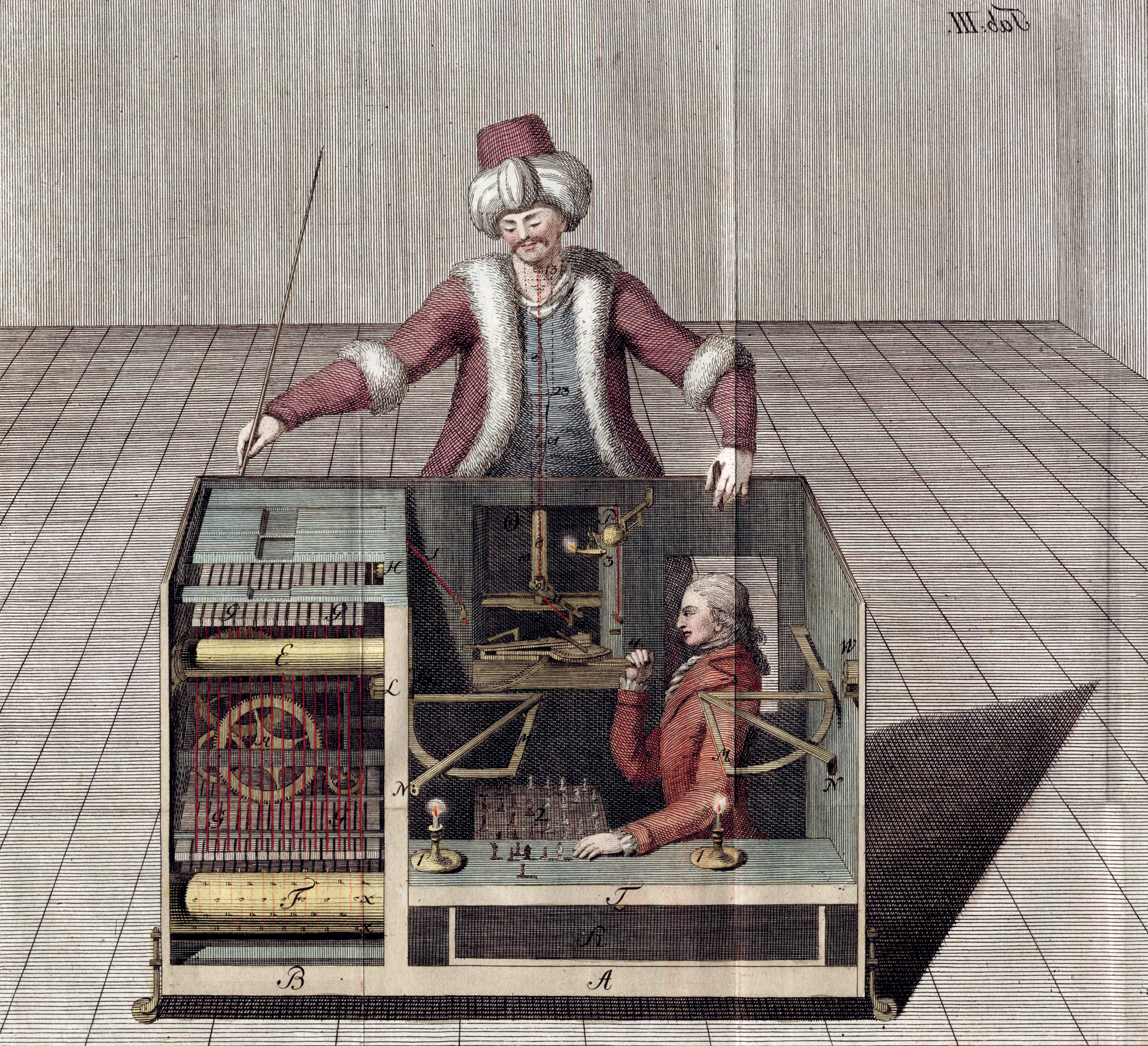
L'interno dell'automa